# Torneo Promocional Amateur
Il Torneo Promocional Amateur è una delle due divisioni regionali che compongono la quinta serie del calcio argentino. L'altra divisione è costituita da una serie di campionati regionali.
Vi prendono parte 26 club provenienti dalla città di Buenos Aires, dalla sua area metropolitana e dalla città di Rosario.

## Formato
La Primera C Metropolitana è organizzata in due tornei distinti, l'Aperutra e il Clausura, all'interno di ognuno dei quali le squadre giocano un girone di sola andata. Le squadre vincenti dei due periodi giocano uno spareggio per decretare la vincente della Primera C, che ottiene la promozione in Primera B Metropolitana, mentre le squadre classificate dal 2º all'8º posto nella classifica aggregata danno luogo ad una serie di playoff con partite di andata e ritorno (Torneo Reducido), che decreta l'altra compagine promossa in terza serie. L'ultima classificata nella classifica aggregata viene retrocessa nel Torneo Promocional Amateur, mentre la penultima gioca uno spareggio promozione/retrocessione per la permanenza nella serie.

## Storia
Il Torneo Promocional Amateur nasce all'indomani dell'ultima edizione della Primera D, tenutasi nel 2023, dal momento che la categoria sarebbe stata unificata con la Primera C Metropolitana. La Primera D fu così sostituita come campionato di quinto livello da questo torneo, che nella sua edizione inaugurale vide 14 squadre iscritte.

## Albo d'oro
| Stagione | Stagione          | Campione         |
| -------- | ----------------- | ---------------- |
| 2024     | Apertura          | Camioneros       |
| 2024     | Clausura          | Estrella del Sur |
| 2024     | Copa de Campeones | Camioneros       |